# Tealidium cingulatum
Tealidium cingulatum is een zeeanemonensoort uit de familie Actinostolidae.
Tealidium cingulatum is voor het eerst wetenschappelijk beschreven door Hertwig in 1882.